# Districtul Oued Morra
Oued Morra este un district din provincia Laghouat, Algeria.